# Персей Македонський
Персей (212—166 до н. е.) — басилевс Македонії в 179-168 до н. е.

## Життєпис
Був сином Філіппа V та Полікратії з Аргосу. З дитинства виховувався у ненависті до Риму. Персей підтримував підготовку свого батька до війни з Римською республікою. Були накопичені значні сили, сформувалася значна військова потуга. Водночас тривала боротьба за успадкування трону між Персеєм та його братом Деметрієм. Деметрій підтримував проримську позиція, не поділяючи ненависті до Риму. Незважаючи на значний авторитет Деметрія серед македонців, Персей отримав перевагу у боротьбі за македонський трон.
Персей зумів посіяти недовіру Філіппа V до Деметрія. Тому тільки Персей знав про політичні й військові справи свого батька. Врешті-решт Персей досяг своєї мети — Деметрія було страчено, а Персей став спадкоємцем трону Македонії. Однак у принца з'явився новий супротивник Антигон, син Ехекрата, представник бокової гілки династії Антигонідів. Він мав значний вплив на Філіппа V та зумів його переконати у невинності Деметрій, водночас звинувативши Персея у смерті брата. Обурений басилевс зробив своїм спадкоємцем Антигона, в обхід своїх рідних синів. Завдяки допомоги придворного лікаря Каллігена, Персею вдається захопити владу після смерті батька. Антигона було страчено за наказом нового володаря. 
Ставши царем, спочатку не виказував своїх намірів щодо Риму. Деякий час він продовжував готуватися до війни, вишукуючи сюзників. Рим у свою чергу був занепокоєний діями Македонії. Було спрямовано посольство на чолі із Гаєм Валерієм. Тут він через свого шпигуна — Луція Раммія — дізнався про рівень підготовки Персея до війни з Римом.
В той же час спроби Персея створити широку антиримську коаліцію виявилися невдалими. Так, Персей звернувся до Ахейського союзу із закликом об'єднатися. Більшість членів зборів Ахейського союзу схилялися до прийняття пропозиції Персея. Проте прихильники Риму — ахейські архонти зуміли зробити все, щоб не було прийнято рішення щодо підтримку Македонії з боку ахейців.
В той же час Персею допомогу запропонували очільники племені бастарнів (20 000 вояків) та Гентій, цар ілірійців. Але Персей відмовив оплатити послуги цих найманців. Таким чином македонський цар втратив нагоду отримати до себе досвідчених вояків. Тим не менш Персей до початку війни з римлянами зумів зібрати армію у 43 тисячі вояків. Напочатку 171 року до н. е. критські міста Фаласарна і Кносс послали 3000 найманців під командуванням Суса Фаласарнського та Сілла Кносського на допомогу Персею.
З початком Третьої Македонської війн у 171 до н. е. Персей спочатку діяв досить успішно. Він розбив 3100 римських вояків на чолі із консулом Публієм Ліцинієм. Після цього виграв морську битву при Ореї. Незабаром змусив відступити проконсула Гостилія, а також розбив 10-тисячну армію племені дарданів — союзників Риму.
Проте у 168 до н. е. Персей зазнав нищівної поразки від консула Луція Павла при Підні (див. Битва при Підні). Після битви Персей не захотів продовжувати боротьбу й намагався втекти. Однак найманець критянин Ороанд підманув його. Персею не лишалося нічого іншого як здатися римлянам. Його разом з сином Александром та братом Філіппом привели до військового табору Луція Павла. Македонію ж приєднали до Римської республіки і перетворили на римську провінцію.
Персея провели у кайданах під час тріумфу Луція Емілія Павла в Римі. Після цього його деякий час тримали у каркарі (державній в'язниці). Персей звернувся до Луція Павла з проханням покращити свою долю. Тоді його перевели з каркера до приватного будинку, але залишили під вартою. За деякий час — у 166 році до н. е. — Персей помер. За однією версією від голоду, за іншою — від втоми (охорона не давала йому заснути).

## Родина
Дружина — Лаодіка V (д/н-150 рік до н. е.), донька Селевка IV, басилевса Держави Селевкідів. Діти: син Александр.
Також Персей усиновив свого молодшого брата Філіппа.
Ватажок антиримського повстання Андріск проголосив себе сином Персея. Хоча більшість дослідників вважають що Андріск був самозванцем, існує і альтернативна думка. З давніх авторів її висловлював Павсаній, а з сучасних Даніель Огден. Також Огден вважав, що матір'ю Андріска була Калліппа, наложниця Персея.